# Instituto Universitario de Estudios de la Mujer
El Instituto Universitario de Estudios de la Mujer (IUEM) de la  Universidad Autónoma de Madrid es heredero del Seminario de Estudios de la Mujer, el primer centro de investigación creado en España en 1979 dedicado a los estudios de la mujer, fundado y dirigido en su primera etapa por la socióloga María Ángeles Durán. Ha sido dirigido por, entre otras, la profesora Cristina Sánchez Muñoz y desde el año 2020 está dirigido por Pilar Toboso Sánchez.
El IUEM con la estructura actual nació en 1993 como espacio académico multidisciplinar centrado en a la investigación, a la innovación científica en los estudios de las mujeres, feministas y de género.  Desde 2004 el IUEM entrega el Premio Ángeles Durán de Innovación Científica en Estudios de las Mujeres y del Género.  El IUEM es también la sede de la Cátedra UNESCO Red Unitwin en Políticas de Género e Igualdad de Derechos entre Mujeres y Hombres impulsada en 2009. 

Universidad Autónoma de Madrid.

## Historia
En 1979 se fundó en la Universidad Autónoma de Madrid el Seminario de Estudios de la Mujer, que sentó las bases para impulsar la investigación y la docencia sobre la mujer en la UAM.
En 1983 la Ley de Reforma Universitaria (LRU) abrió la puerta a la creación de centros de investigación y docencia dentro de las universidades. En el Seminario de Estudios de la Mujer se inició una reestructuración que culminó en 1990 con la creación de una dirección, la adopción de un reglamento interno y la formación de un consejo de unas cincuenta personas, en su mayoría profesorado de la UAM que trabajaban en más de veinte áreas de conocimiento.
En 1993 se creó oficialmente el Instituto Universitario de Estudios de la Mujer (IUEM) de Instituto Universitario de Investigación, mediante el Real Decreto 842-1993 de 28 de marzo de 1993.
En 2006 se creó el Grupo de Investigación Interdisciplinar del IUEM formado por una veintena de investigadoras y personal docente cuyo objetivo está enfocado en impulsar el conocimiento feminista en diversos campos.

## Premio Ángeles Durán

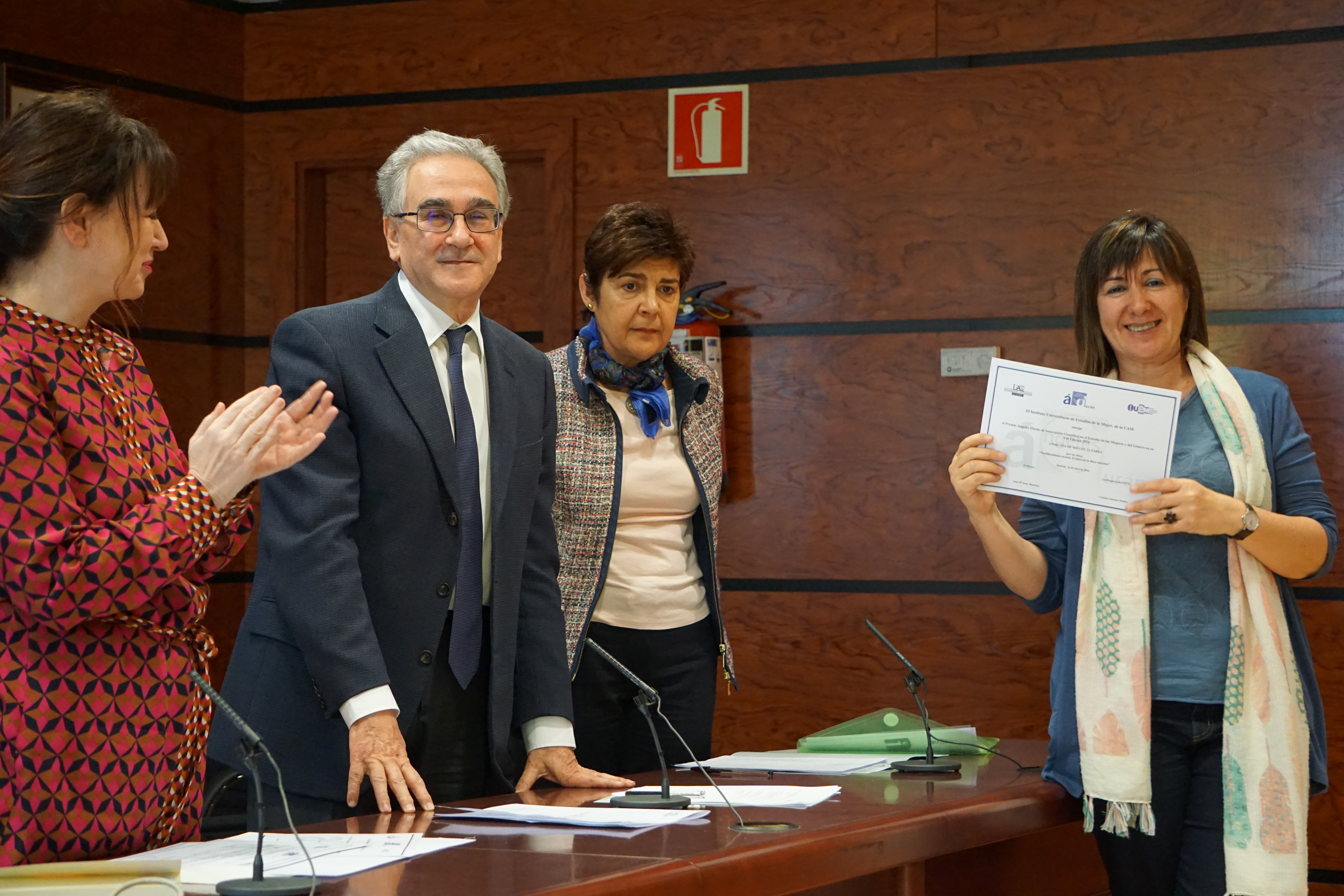
La filósofa Ana de Miguel recibe el Premio Ángeles Duran IUEM 2016 - Universidad Autónoma de Madrid

En 2004, se creó en el marco del IUEM el Premio Ángeles Durán de Innovación Científica en Estudios de las Mujeres y del Género, que se otorga con frecuencia bianual.

## Cátedra UNESCO
En 2009 Cátedra UNESCO Red Unitwin en Políticas de Género e Igualdad de Derechos entre Mujeres y Hombres a través de un convenio suscrito entre el director general de la UNESCO y el rector de la Universidad Autónoma de Madrid para promover la investigación, formación, información y documentación en el campo de las políticas de género e igualdad de derechos entre mujeres y hombres. La primera directora de la cátedra fue María Ángeles Durán (2010-2013). En octubre de 2013 fue sustituida por Virginia Maquieira. Es la única Cátedra Unesco sobre esta especialidad que existe en España. En el ámbito internacional hay 12 Cátedras UNESCO que realizan investigación y capacitación en cuestiones de género y acciones de incidencia en política en diferentes campos.

## Directoras
- María Ángeles Durán (1979-1985). Catedrática de Sociología.CSIC.
- Pilar Foguera (1985-1987). Profesora Titular de Historia Contemporánea. UAM.
- María Teresa Gallego (1987-1991). Profesora Titular de Ciencia Política y de la Administración. UAM.
- Margarita Ortega López (1991-1992). Catedrática de Historia Moderna. UAM.
- Otilia Mo Romero (1992-1995). Catedrática en Química Física. UAM.
- Pilar Pérez Cantó  (1996-2002). Catedrática de Historia Moderna.UAM.
- Virginia Maquieira  (2002-2006). Profesora Titular de Antropología. UAM.
- Cristina Bernis Carro (2006-2008). Catedrática de Antropología Física. Facultad de Ciencias. UAM.
- Cristina Sánchez Muñoz (2008-2020) Derecho Público y Filosofía Jurídica. Facultad de Derecho. UAM
- Pilar Toboso Sánchez (2020-). Catedrática de Historia Contemporánea. UAM